# Dél-Korea a 2010. évi téli olimpiai játékokon

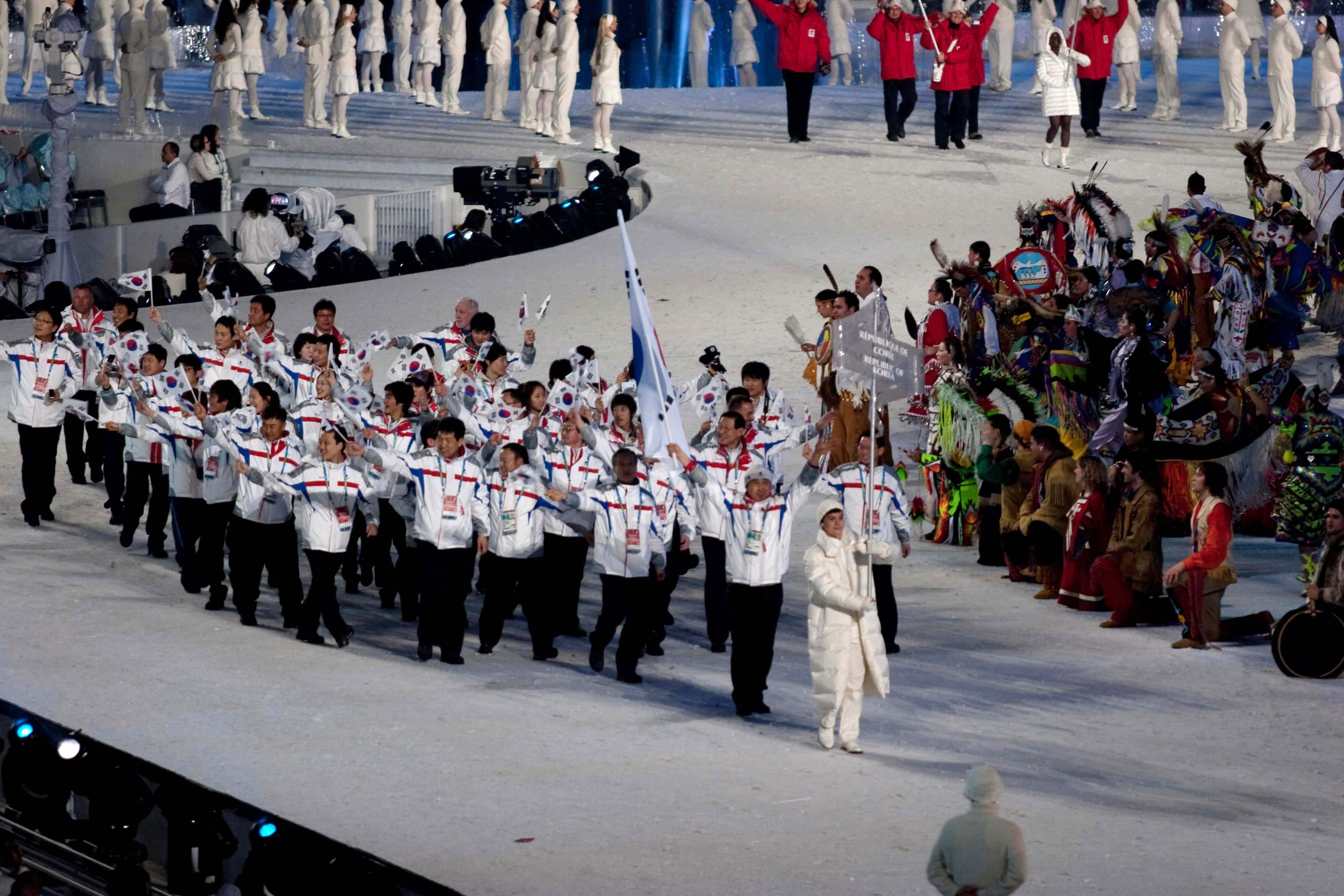
Dél-Korea olimpiai küldöttsége a megnyitón

Dél-Korea a kanadai Vancouverben megrendezett 2010. évi téli olimpiai játékok egyik részt vevő nemzete volt. Az országot az olimpián 12 sportágban 45 sportoló képviselte, akik összesen 14 érmet szereztek.

## Érmesek
| Érem  | Versenyző                                               | Sportág                    | Versenyszám        |
| ----- | ------------------------------------------------------- | -------------------------- | ------------------ |
| Arany | I Szunghun                                              | Gyorskorcsolya             | Férfi 10 000 m     |
| Arany | Mo Thebom                                               | Gyorskorcsolya             | Férfi 500 m        |
| Arany | I Szanghva                                              | Gyorskorcsolya             | Női 500 m          |
| Arany | Kim Jona                                                | Műkorcsolya                | Női egyéni         |
| Arany | I Csongszu                                              | Rövidpályás gyorskorcsolya | Férfi 1000 m       |
| Arany | I Csongszu                                              | Rövidpályás gyorskorcsolya | Férfi 1500 m       |
| Ezüst | I Szunghun                                              | Gyorskorcsolya             | Férfi 5000 m       |
| Ezüst | Mo Thebom                                               | Gyorskorcsolya             | Férfi 1000 m       |
| Ezüst | I Hoszok                                                | Rövidpályás gyorskorcsolya | Férfi 1000 m       |
| Ezüst | Szong Szibek                                            | Rövidpályás gyorskorcsolya | Férfi 500 m        |
| Ezüst | I Hoszok Kim Szongil Kvak Jungi I Csongszu Szong Szibek | Rövidpályás gyorskorcsolya | Férfi 5000 m váltó |
| Ezüst | I Unbjol                                                | Rövidpályás gyorskorcsolya | Női 1500 m         |
| Bronz | Pak Szunghi                                             | Rövidpályás gyorskorcsolya | Női 1000 m         |
| Bronz | Pak Szunghi                                             | Rövidpályás gyorskorcsolya | Női 1500 m         |

## Alpesisí
Férfi
| Versenyző      | Versenyszám      | 1. futam      | 1. futam      | 2. futam | 2. futam | Összesítés | Összesítés |
| Versenyző      | Versenyszám      | Idő           | Hely.         | Idő      | Hely.    | Idő        | Helyezés   |
| -------------- | ---------------- | ------------- | ------------- | -------- | -------- | ---------- | ---------- |
| Kim Uszong     | Óriás-műlesiklás | kizárták      | kizárták      | kiesett  | kiesett  | kiesett    | kiesett    |
| Kim Uszong     | Műlesiklás       | nem ért célba | nem ért célba | kiesett  | kiesett  | kiesett    | kiesett    |
| Csong Tonghjon | Műlesiklás       | nem ért célba | nem ért célba | kiesett  | kiesett  | kiesett    | kiesett    |

Női
| Versenyző    | Versenyszám      | 1. futam | 1. futam | 2. futam | 2. futam | Összesítés | Összesítés |
| Versenyző    | Versenyszám      | Idő      | Hely.    | Idő      | Hely.    | Idő        | Helyezés   |
| ------------ | ---------------- | -------- | -------- | -------- | -------- | ---------- | ---------- |
| Kim Szondzsu | Óriás-műlesiklás | 1:23,88  | 53.      | 1:20,70  | 49.      | 2:44,58    | 49.        |
| Kim Szondzsu | Műlesiklás       | 59,70    | 58.      | 1:00,33  | 46.      | 2:00,03    | 46.        |

## Biatlon
Férfi
| Versenyző | Versenyszám  | Lövőhiba    | Időeredmény | Helyezés |
| --------- | ------------ | ----------- | ----------- | -------- |
| I Inbok   | 10 km sprint | 4 (1+3)     | 27:34,1     | 65.      |
| I Inbok   | 20 km egyéni | 4 (2+0+0+2) | 56:24,5     | 71.      |

Női
| Versenyző | Versenyszám   | Lövőhiba    | Időeredmény | Helyezés |
| --------- | ------------- | ----------- | ----------- | -------- |
| Mun Csihi | 7,5 km sprint | 2 (1+1)     | 22:34,1     | 63.      |
| Mun Csihi | 15 km egyéni  | 5 (0+0+2+3) | 48:53,9     | 73.      |

## Bob
Férfi
| Versenyző                                         | Versenyszám | 1. futam | 1. futam | 2. futam | 2. futam | 3. futam | 3. futam | 4. futam | 4. futam | Összesítés | Összesítés |
| Versenyző                                         | Versenyszám | Idő      | Hely.    | Idő      | Hely.    | Idő      | Hely.    | Idő      | Hely.    | Idő        | Helyezés   |
| ------------------------------------------------- | ----------- | -------- | -------- | -------- | -------- | -------- | -------- | -------- | -------- | ---------- | ---------- |
| Kang Kvangbe I Dzsinhi Kim Tonghjon Kim Dzsongszu | Négyes      | 52,76    | 23.      | 52,53    | 18.      | 52,92    | 20.      | 52,92    | 19.      | 3:31,13    | 19.        |

## Gyorskorcsolya
Férfi
| Versenyző   | Versenyszám | 1. futam | 1. futam | 2. futam | 2. futam | Eredmény | Helyezés |
| Versenyző   | Versenyszám | Idő      | Hely.    | Idő      | Hely.    | Eredmény | Helyezés |
| ----------- | ----------- | -------- | -------- | -------- | -------- | -------- | -------- |
| I Gangszok  | 500 m       | 35,053   | 4.       | 34,988   | 3.       | 70,041   | 4.       |
| I Kjuhjok   | 500 m       | 35,145   | 10.      | 35,344   | 16.      | 70,489   | 15.      |
| I Kjuhjok   | 1000 m      |          |          |          |          | 1:09,92  | 9.       |
| I Giho      | 1000 m      |          |          |          |          | 1:12,33  | 36.      |
| Mun Csun    | 1000 m      |          |          |          |          | 1:10,68  | 18.      |
| Mun Csun    | 500 m       | 35,552   | 20.      | 35,640   | 19.      | 71,192   | 19.      |
| Mo Thebom   | 500 m       | 34,923   | 2.       | 34,906   | 2.       | 69,829   |          |
| Mo Thebom   | 1000 m      |          |          |          |          | 1:09,12  |          |
| Mo Thebom   | 1500 m      |          |          |          |          | 1:46,47  | 5.       |
| Ha Hongszon | 1500 m      |          |          |          |          | 1:49,93  | 31.      |
| I Csongu    | 1500 m      |          |          |          |          | 1:49,00  | 22.      |
| I Szunghun  | 5000 m      |          |          |          |          | 6:16,95  |          |
| I Szunghun  | 10 000 m    |          |          |          |          | 12:58,55 |          |

Női
| Versenyző   | Versenyszám | 1. futam | 1. futam | 2. futam | 2. futam | Eredmény      | Helyezés      |
| Versenyző   | Versenyszám | Idő      | Hely.    | Idő      | Hely.    | Eredmény      | Helyezés      |
| ----------- | ----------- | -------- | -------- | -------- | -------- | ------------- | ------------- |
| I Csujon    | 1500 m      |          |          |          |          | 2:03,67       | 33.           |
| I Csujon    | 3000 m      |          |          |          |          | 4:18,87       | 23.           |
| Pak Tojong  | 3000 m      |          |          |          |          | 4:20,92       | 26.           |
| No Szonjong | 3000 m      |          |          |          |          | 4:17,36       | 19.           |
| No Szonjong | 1500 m      |          |          |          |          | 2:02,84       | 30.           |
| I Pora      | 500 m       | 39,396   | 26.      | 39,406   | 28.      | 78,802        | 26.           |
| An Csimin   | 500 m       | 39,595   | 30.      | 39,549   | 31.      | 79,144        | 31.           |
| O Mindzsi   | 500 m       | 39,816   | 33.      | 39,768   | 33.      | 79,584        | 32.           |
| I Szanghva  | 500 m       | 38,249   | 1.       | 37,850   | 2.       | 76,099        |               |
| I Szanghva  | 1000 m      |          |          |          |          | 1:18,24       | 23.           |
| Kim Jurim   | 1000 m      |          |          |          |          | nem ért célba | nem ért célba |

Csapatversenyek
| Versenyző                       | Versenyszám | Negyeddöntő                                                                             | Negyeddöntő | Elődöntő     | Elődöntő  | Döntő | Döntő                                                                                   | Döntő     | Helyezés |
| Versenyző                       | Versenyszám | Ellenfél Idő                                                                            | Saját idő   | Ellenfél Idő | Saját idő | Típus | Ellenfél Idő                                                                            | Saját idő | Helyezés |
| ------------------------------- | ----------- | --------------------------------------------------------------------------------------- | ----------- | ------------ | --------- | ----- | --------------------------------------------------------------------------------------- | --------- | -------- |
| Ha Hongszon I Csongu I Szunghun | Férfi       | Norvégia (NOR) · Håvard Bøkko · Mikael Flygind Larsen · Fredrik van der Horst · 3:43,66 | 3:43,69     |              |           | C     | Olaszország (ITA) · Ermanno Ioriatti · Enrico Fabris · Matteo Anesi · 3:54,39           | 3:48,60   | 5.       |
| I Csujon No Szonjong Pak Tojong | Női         | Japán (JPN) · Hozumi Maszako · Kodaira Nao · Tabata Maki · 3:02,89                      | 3:07,45     |              |           | D     | Oroszország (RUS) · Jekatyerina Lobiseva · Alla Sabanova · Jekatyerina Sihova · 3:06,47 | 3:06,96   | 8.       |

## Műkorcsolya
| Versenyző      | Versenyszám | Rövid program | Rövid program | Kűr    | Kűr   | Összesítés | Összesítés |
| Versenyző      | Versenyszám | Pont          | Hely.         | Pont   | Hely. | Pont       | Helyezés   |
| -------------- | ----------- | ------------- | ------------- | ------ | ----- | ---------- | ---------- |
| Kvak Mindzsong | Női egyéni  | 53,16         | 16.           | 102,37 | 12.   | 155,53     | 13.        |
| Kim Jona       | Női egyéni  | 78,50         | 1.            | 150,06 | 1.    | 228,56     |            |

## Rövidpályás gyorskorcsolya
Férfi
| Versenyző                                               | Versenyszám  | Előfutam | Előfutam | Negyeddöntő | Negyeddöntő | Elődöntő | Elődöntő | B döntő  | B döntő  | Döntő    | Döntő    | Helyezés |
| Versenyző                                               | Versenyszám  | Idő      | Hely.    | Idő         | Hely.       | Idő      | Hely.    | Idő      | Hely.    | Idő      | Hely.    | Helyezés |
| ------------------------------------------------------- | ------------ | -------- | -------- | ----------- | ----------- | -------- | -------- | -------- | -------- | -------- | -------- | -------- |
| I Hoszok                                                | 500 m        | 41,632   | 1.       | 41,269      | 1.          | 1:24,514 | 4.       | 49,149   | 4.       |          |          | 7.       |
| I Hoszok                                                | 1000 m       | 1:25,925 | 1.       | 1:24,980    | 1.          | 1:25,347 | 1.       |          |          | 1:23,801 | 2.       |          |
| I Hoszok                                                | 1500 m       | 2:14,324 | 2.       |             |             | 2:14,833 | 2.       |          |          | kizárták | kizárták | 12.      |
| I Csongszu                                              | 1500 m       | 2:12,380 | 1.       |             |             | 2:10,949 | 1.       |          |          | 2:17,611 | 1.       |          |
| I Csongszu                                              | 1000 m       | 1:24,962 | 1.       | 1:25,822    | 1.          | 1:25,560 | 2.       |          |          | 1:23,747 | 1.       |          |
| Szong Szibek                                            | 1000 m       | 1:24,245 | 1.       | 1:24,570    | 1.          | 1:25,068 | 3.       | kizárták | kizárták |          |          | 7.       |
| Szong Szibek                                            | 1500 m       | 2:14,836 | 1.       |             |             | 2:13,585 | 1.       |          |          | 2:45,010 | 5.       | 5.       |
| Szong Szibek                                            | 500 m        | 41,889   | 1.       | 40,821      | 2.          | 41,126   | 2.       |          |          | 41,340   | 2.       |          |
| Kvak Jungi                                              | 500 m        | 42,147   | 1.       | 41,761      | 2.          | 41,620   | 3.       | 42,123   | 1.       |          |          | 4.       |
| I Hoszok Kim Szongil Kvak Jungi I Csongszu Szong Szibek | 5000 m váltó |          |          |             |             | 6:43,845 | 1.       |          |          | 6:44,446 | 2.       |          |

Női
| Versenyző                                   | Versenyszám  | Előfutam | Előfutam | Negyeddöntő | Negyeddöntő | Elődöntő | Elődöntő | B döntő  | B döntő | Döntő    | Döntő    | Helyezés |
| Versenyző                                   | Versenyszám  | Idő      | Hely.    | Idő         | Hely.       | Idő      | Hely.    | Idő      | Hely.   | Idő      | Hely.    | Helyezés |
| ------------------------------------------- | ------------ | -------- | -------- | ----------- | ----------- | -------- | -------- | -------- | ------- | -------- | -------- | -------- |
| I Unbjol                                    | 500 m        | 44,000   | 1.       | 44,582      | 2.          | 44,899   | 4.       | 44,860   | 4.      |          |          | 8.       |
| I Unbjol                                    | 1500 m       | 2:27,286 | 1.       |             |             | 2:24,318 | 1.       |          |         | 2:17,849 | 2.       |          |
| Cso Heri                                    | 1500 m       | 2:22,928 | 1.       |             |             | 2:35,492 | 3.       |          |         | 2:18,831 | 5.       | 5.       |
| Cso Heri                                    | 1000 m       | 1:35,953 | 1.       | 1:30,543    | 2.          | 1:30,792 | 4.       | 1:31,932 | 1.      |          |          | 4.       |
| Cso Heri                                    | 500 m        | 44,313   | 2.       | 44,306      | 3.          | kiesett  | kiesett  | kiesett  | kiesett | kiesett  | kiesett  | 10.      |
| Pak Szunghi                                 | 500 m        | 44,221   | 1.       | kizárták    | kizárták    | kiesett  | kiesett  | kiesett  | kiesett | kiesett  | kiesett  | 15.      |
| Pak Szunghi                                 | 1000 m       | 1:31,885 | 1.       | 1:30,769    | 1.          | 1:29,165 | 2.       |          |         | 1:29,379 | 3.       |          |
| Pak Szunghi                                 | 1500 m       | 2:24,129 | 1.       |             |             | 2:20,859 | 1.       |          |         | 2:17,927 | 3.       |          |
| Cso Heri Kim Mindzsong I Unbjol Pak Szunghi | 3000 m váltó |          |          |             |             | 4:10,753 | 1.       |          |         | kizárták | kizárták | 8.       |

## Síakrobatika
Mogul
| Versenyző    | Versenyszám | Selejtező | Selejtező | Döntő   | Döntő    |
| Versenyző    | Versenyszám | Pont      | Helyezés  | Pont    | Helyezés |
| ------------ | ----------- | --------- | --------- | ------- | -------- |
| Szo Csonghva | Női         | 20,88     | 21.       | kiesett | kiesett  |

## Sífutás
Férfi
| Versenyző | Versenyszám | Eredmény | Helyezés |
| --------- | ----------- | -------- | -------- |
| I Csungil | 15 km       | 39:51,6  | 79.      |

Női
| Versenyző | Versenyszám | Eredmény | Helyezés |
| --------- | ----------- | -------- | -------- |
| I Cshevon | 10 km       | 27:56,0  | 53.      |
| I Cshevon | 15 km       | 47:34,6  | 58.      |

## Síugrás
| Versenyző      | Versenyszám | Selejtező | Selejtező | 1. ugrás | 1. ugrás | 2. ugrás | 2. ugrás | Összesítés | Összesítés |
| Versenyző      | Versenyszám | Pont      | Hely.     | Pont     | Hely.    | Pont     | Hely.    | Pont       | Helyezés   |
| -------------- | ----------- | --------- | --------- | -------- | -------- | -------- | -------- | ---------- | ---------- |
| Cshö Hungcshol | Normálsánc  | 108,5     | 40.*      | 95,0     | 48.      | kiesett  | kiesett  | kiesett    | kiesett    |
| Cshö Hungcshol | Nagysánc    | 107,0     | 34.       | 56,3     | 49.      | kiesett  | kiesett  | kiesett    | kiesett    |
| Kim Hjongi     | Nagysánc    | 108,9     | 33.       | 78,0     | 42.      | kiesett  | kiesett  | kiesett    | kiesett    |
| Kim Hjongi     | Normálsánc  | 121,5     | 22.       | 107,0    | 40.      | kiesett  | kiesett  | kiesett    | kiesett    |
| Cshö Jongdzsik | Normálsánc  | 107,0     | 43.       | kiesett  | kiesett  | kiesett  | kiesett  | kiesett    | kiesett    |
| Cshö Jongdzsik | Nagysánc    | 83,4      | 46.       | kiesett  | kiesett  | kiesett  | kiesett  | kiesett    | kiesett    |

* - egy másik versenyzővel azonos eredményt ért el

## Snowboard
Halfpipe
| Versenyző   | Versenyszám | Selejtező  | Selejtező  | Selejtező | Elődöntő   | Elődöntő   | Elődöntő | Döntő      | Döntő      | Helyezés |
| Versenyző   | Versenyszám | 1. forduló | 2. forduló | Hely.     | 1. forduló | 2. forduló | Hely.    | 1. forduló | 2. forduló | Helyezés |
| ----------- | ----------- | ---------- | ---------- | --------- | ---------- | ---------- | -------- | ---------- | ---------- | -------- |
| Kim Hodzsun | Férfi       | 8,4        | 25,8       | 12.       | kiesett    | kiesett    | kiesett  | kiesett    | kiesett    | 26.      |

## Szánkó
| Versenyző | Versenyszám | 1. futam | 1. futam | 2. futam | 2. futam | 3. futam | 3. futam | 4. futam | 4. futam | Összesítés | Összesítés |
| Versenyző | Versenyszám | Idő      | Hely.    | Idő      | Hely.    | Idő      | Hely.    | Idő      | Hely.    | Idő        | Helyezés   |
| --------- | ----------- | -------- | -------- | -------- | -------- | -------- | -------- | -------- | -------- | ---------- | ---------- |
| I Jong    | Férfi egyes | 50,549   | 36.      | 50,607   | 34.      | 51,012   | 35.      | 51,128   | 37.      | 3:23,296   | 36.        |

## Szkeleton
| Versenyző | Versenyszám | 1. futam | 1. futam | 2. futam | 2. futam | 3. futam | 3. futam | 4. futam | 4. futam | Összesítés | Összesítés |
| Versenyző | Versenyszám | Idő      | Hely.    | Idő      | Hely.    | Idő      | Hely.    | Idő      | Hely.    | Idő        | Helyezés   |
| --------- | ----------- | -------- | -------- | -------- | -------- | -------- | -------- | -------- | -------- | ---------- | ---------- |
| Cso Inho  | Férfi       | 54,46    | 22.      | 54,42    | 24.      | 54,28    | 23.      | kiesett  | kiesett  | 2:43,16    | 22.        |